# کلاس لودویک
کلاس لودویک (انگلیسی: Klaas Lodewyck؛ زادهٔ ۲۴ مارس ۱۹۸۸) دوچرخه‌سوار اهل بلژیک است.